# Alamo, Tennessee
Alamo är administrativ huvudort i Crockett County i Tennessee. Vid 2020 års folkräkning hade Alamo 2 336 invånare.